# Inderbredning
Inderbredning er et farvand i den sydlige del af Isefjorden ved Sjælland. 

## Geografi
Inderbredning er via Vesterløb og Østerløb rundt om Orø forbundet til selve Isefjorden, og på vestsiden ligger Holbæk Fjord. Den sydligste del af Inderbredning op til Munkholm kaldes Tempelkrogen. Inderbredning strækker sig derfra og nordpå til Orø. Lidt nordøst for Munkholm ligger Bramsnæs og øst herfor ligger den lille Bramsnæs Vig.
Syd for Orø ligger flere småøer og skær, blandt andet Rønø, Lindholm og Langø.

## Natur
I Inderbredning kan man undertiden opleve marsvin, lige som der – særligt omkring Orø – lever sæler. I sæsonen er der store stimer af hornfisk, der kan fanges ved blandt andet Munkholmbroen.
Der er etableret to kunstige banker med muslinger i Inderbredning, henholdsvis ud for Dragerup og ud for Vellerup/Rønø.

## Historie
På vestsiden af Inderbredning ligger Søminestationen, nu en kursusejendom og forskningscenter, men i perioden 1883-1940 var den flådestation, hvorfra man afprøvede torpedoer. Senere blev den kaserne, inden den fik sin nuværende funktion. Syd for Søminestationen ligger et militært øvelsesterræn med blandt andet skydebane.
Der har tidligere været færgefart over Tempelkrogen, men i 1951 blev der etableret fast forbindelse over farvandet ved dels at anlægge en dæmning fra nordvest til Munkholm, dels at opføre Munkholmbroen fra denne ø østpå til Langtved.